# سفارة سويسرا في العراق
سفارة سويسرا في العراق هي أرفع تمثيل دبلوماسي لدولة سويسرا لدى العراق
```
تقع 
السفارة
 في 
بغداد
 وهي تهدف لتعزيز 
المصالح السويسرية في العراق
.
```

وأعادت سويسرا فتح سفارتها في بغداد بتأريخ 3/9/2024 بعد 33 سنة من إغلاقها عام 1991 بسبب حرب الخليج. حيث رحبت الخارجية العراقية بأفتتاح السفارة

## وصلات خارجية
- قائمة السفارات في العراق